# Weeks Flösselhecht
Weeks Flösselhecht (Polypterus weeksii) ist eine Art aus der Familie der Flösselhechte (Polypteridae). Die maximal 54 Zentimeter lang werdenden Fische leben im mittleren Stromgebiet des Kongo. Wie alle Flösselhechte lebt er bodennah und ernährt sich räuberisch von kleineren Tieren. Die Art wurde zu Ehren des Missionars John Henry Weeks benannt, der bei seiner Missionsstation am Kongo die Typusexemplare gesammelt hat.

## Merkmale
Polypterus weeksii ist seitlich stärker zusammengedrückt als andere Flösselhechte. Der Oberkiefer ist etwas länger oder gleich lang wie der Unterkiefer. Auf dem Rücken hat er neun bis elf der für Flösselhechte typischen Flössel. Die Rückenflosse hat neun bis elf Flossenstrahlen, die Afterflosse 10 bis 14. Die Anzahl der geteilten Flossenstrahlen am Ende der Rückenflosse und in der Schwanzflosse beträgt 15. Die Brustflossen reichen angelegt nicht bis zum ersten Flössel. 
Wie bei allen Flösselhechten ist sein Körper mit harten Ganoidschuppen bedeckt. Die Anzahl der Schuppen in einer Reihe entlang des Körpers beträgt 57 bis 65, eine Reihe rings um den Körper hat 44 bis 48 Schuppen. Vor den Flösseln befinden sich 20 bis 26 Schuppen.
Die Fische sind olivgrün bis grau, der Bauch gelb. An den Flanken hat Polypterus weeksii sieben bis acht Querbinden, die sich im unteren Teil zweiteilen. Die Flossen sind schwarz gepunktet oder unregelmäßig gestreift. Jungfische haben auf jedem Flössel einen auffallenden schwarzen Fleck.